# Olympische Winterspiele 1956/Ski Nordisch
Bei den VII. Olympischen Winterspielen 1956 in Cortina d’Ampezzo fanden acht Wettbewerbe im nordischen Skisport statt. Diese galten gleichzeitig als 21. Nordische Skiweltmeisterschaften. Neben olympischen Medaillen wurden auch Weltmeisterschaftsmedaillen vergeben. Einzige Ausnahme war die Nordische Kombination, in der es ausschließlich olympische Medaillen gab. Austragungsorte waren das Stadio della Neve und der Trampolino Italia. Neu ins Wettkampfprogramm kam die 3 × 5-km-Staffel der Frauen. Ebenso wie bei den Nordischen Skiweltmeisterschaften wurde bei den Männern die Streckenlänge des kürzesten Langlaufrennens von 18 auf 15 km reduziert und der 30-km-Langlauf als zusätzliche Disziplin aufgenommen.
Zum ersten Mal bei Olympischen Winterspielen waren Sportler aus der Sowjetunion dabei und auch eine gesamtdeutsche Mannschaft trat hier erstmals an. Für letztere gewann Harry Glaß aus der DDR eine Bronzemedaille im Skispringen. Die sowjetischen Sportler mischten wie schon bei den Weltmeisterschaften 1954 in den Langlaufrennen vorne mit und lagen im abschließenden Medaillenspiegel auf Platz zwei hinter Finnland. Die weiteren Medaillen gingen größtenteils wie gewohnt an die beiden anderen skandinavischen Länder Norwegen und Schweden. Neben der gesamtdeutschen Mannschaft gehörte darüber hinaus nur noch Polen mit einem dritten Platz zu den Medaillengewinnern.

## Bilanz

### Medaillenspiegel
| Platz | Land        | Gold | Silber | Bronze | Gesamt |
| ----- | ----------- | ---- | ------ | ------ | ------ |
| 1     | Finnland    | 3    | 3      | –      | 6      |
| 2     | Sowjetunion | 2    | 2      | 3      | 7      |
| 3     | Norwegen    | 2    | –      | –      | 2      |
| 4     | Schweden    | 1    | 3      | 3      | 7      |
| 5     | Deutschland | –    | –      | 1      | 1      |
| 5     | Polen       | –    | –      | 1      | 1      |

### Medaillengewinner
| Konkurrenz        | Gold                                                                                   | Silber                                                                             | Bronze                                                                                  |
| ----------------- | -------------------------------------------------------------------------------------- | ---------------------------------------------------------------------------------- | --------------------------------------------------------------------------------------- |
| 15 km             | Hallgeir Brenden                                                                       | Sixten Jernberg                                                                    | Pawel Koltschin                                                                         |
| 30 km             | Veikko Hakulinen                                                                       | Sixten Jernberg                                                                    | Pawel Koltschin                                                                         |
| 50 km             | Sixten Jernberg                                                                        | Veikko Hakulinen                                                                   | Fjodor Terentjew                                                                        |
| 4 × 10 km Staffel | Sowjetunion 000Nikolai Anikin 000Pawel Koltschin 000Wladimir Kusin 000Fjodor Terentjew | Finnland 000Veikko Hakulinen 000August Kiuru 000Jorma Kortelainen 000Arvo Viitanen | Schweden 000Sixten Jernberg 000Lennart Larsson 000Per-Erik Larsson 000Gunnar Samuelsson |

| Konkurrenz       | Gold                                                             | Silber                                                                    | Bronze                                                            |
| ---------------- | ---------------------------------------------------------------- | ------------------------------------------------------------------------- | ----------------------------------------------------------------- |
| 10 km            | Ljubow Kosyrewa                                                  | Radja Jeroschina                                                          | Sonja Edström                                                     |
| 3 × 5 km Staffel | Finnland 000Mirja Hietamies 000Sirkka Polkunen 000Siiri Rantanen | Sowjetunion 000Radja Jeroschina 000Alewtina Koltschina 000Ljubow Kosyrewa | Schweden 000Sonja Edström 000Anna-Lisa Eriksson 000Irma Johansson |

| Konkurrenz    | Gold            | Silber           | Bronze     |
| ------------- | --------------- | ---------------- | ---------- |
| Normalschanze | Antti Hyvärinen | Aulis Kallakorpi | Harry Glaß |

| Konkurrenz | Gold             | Silber         | Bronze                    |
| ---------- | ---------------- | -------------- | ------------------------- |
| Einzel     | Sverre Stenersen | Bengt Eriksson | Franciszek Gąsienica Groń |

## Langlauf Männer

### 15 km
| Platz | Land | Sportler           | Zeit (min) |
| ----- | ---- | ------------------ | ---------- |
| 1     | NOR  | Hallgeir Brenden   | 49:39      |
| 2     | SWE  | Sixten Jernberg    | 50:14      |
| 3     | URS  | Pawel Koltschin    | 50:17      |
| 4     | FIN  | Veikko Hakulinen   | 50:31      |
| 5     | NOR  | Håkon Brusveen     | 50:36      |
| 6     | NOR  | Martin Stokken     | 50:45      |
| 7     | URS  | Nikolai Anikin     | 50:58      |
| 8     | SWE  | Lennart Larsson    | 51:03      |
| 9     | FIN  | Arvo Viitanen      | 51:10      |
| 10    | URS  | Wladimir Kusin     | 51:36      |
|       |      |                    |            |
| 20    | SUI  | Werner Zwingli     | 53:40      |
| 27    | EUA  | Cuno Werner        | 54:18      |
| 28    | AUT  | Josef Schneeberger | 54:21      |
| 29    | EUA  | Siegfried Weiß     | 54:29      |
| 31    | EUA  | Rudolf Kopp        | 54:31      |
| 33    | SUI  | Viktor Kronig      | 54:43      |
| 35    | AUT  | Karl Rafreider     | 54:51      |
| 36    | SUI  | Michel Rey         | 55:05      |
| 38    | SUI  | Erwino Hari        | 55:06      |
| 39    | AUT  | Hermann Mayr       | 55:51      |
| 46    | EUA  | Helmut Hagg        | 56:50      |
| 59    | AUT  | Oskar Schulz       | 59:56      |

Datum: 30. Januar 1956, 09:00 Uhr

62 Teilnehmer aus 20 Ländern, davon 61 in der Wertung

Höhenunterschied: 230 m; Maximalanstieg: 135 m; Totalanstieg: 415 m

### 30 km
| Platz | Land | Sportler            | Zeit (h) |
| ----- | ---- | ------------------- | -------- |
| 1     | FIN  | Veikko Hakulinen    | 1:44:06  |
| 2     | SWE  | Sixten Jernberg     | 1:44:30  |
| 3     | URS  | Pawel Koltschin     | 1:45:45  |
| 4     | URS  | Anatoli Scheljuchin | 1:45:46  |
| 5     | URS  | Wladimir Kusin      | 1:46:09  |
| 6     | URS  | Fjodor Terentjew    | 1:46:43  |
| 7     | SWE  | Per-Erik Larsson    | 1:46:51  |
| 8     | SWE  | Lennart Larsson     | 1:46:56  |
| 9     | FIN  | Olavi Latsa         | 1:47:30  |
| 10    | TCH  | Ilja Matouš         | 1:48:12  |
|       |      |                     |          |
| 25    | SUI  | Marcel Huguenin     | 1:54:36  |
| 27    | SUI  | Fritz Kocher        | 1:55:18  |
| 30    | EUA  | Hermann Möchel      | 1:56:34  |
| 33    | EUA  | Erich Lindenlaub    | 1:58:30  |
| 34    | SUI  | André Huguenin      | 1:58:40  |
| 40    | EUA  | Werner Moring       | 2:00:55  |
| 41    | SUI  | Armand Genoud       | 2:01:05  |

Datum: 27. Januar 1956, 09:00 Uhr

54 Teilnehmer aus 18 Ländern, davon 51 in der Wertung

Höhenunterschied: 250 m; Maximalanstieg: 150 m; Totalanstieg: 805 m

### 50 km
| Platz | Land | Sportler            | Zeit (h) |
| ----- | ---- | ------------------- | -------- |
| 1     | SWE  | Sixten Jernberg     | 2:50:27  |
| 2     | FIN  | Veikko Hakulinen    | 2:51:45  |
| 3     | URS  | Fjodor Terentjew    | 2:53:32  |
| 4     | FIN  | Eero Kolehmainen    | 2:56:17  |
| 5     | URS  | Anatoli Scheljuchin | 2:56:40  |
| 6     | URS  | Pawel Koltschin     | 2:58:00  |
| 7     | URS  | Wiktor Baranow      | 3:03:55  |
| 8     | FIN  | Antti Sivonen       | 3:04:06  |
| 9     | FIN  | Veini Kontinen      | 3:06:15  |
| 10    | SWE  | Sture Grahn         | 3:06:32  |
|       |      |                     |          |
| 18    | SUI  | Christian Wenger    | 3:17:49  |
| 19    | SUI  | Fritz Zurbuchen     | 3:19:42  |
| 20    | EUA  | Werner Moring       | 3:20:32  |
| 24    | SUI  | Alfred Kronig       | 3:23:21  |
| 27    | SUI  | André Huguenin      | 3:31:04  |

Datum: 2. Februar 1956, 08:00 Uhr

33 Teilnehmer aus 13 Ländern, davon 30 in der Wertung

Höhenunterschied: 250 m; Maximalanstieg: 150 m; Totalanstieg: 1300 m

### 4 × 10 km Staffel
| Platz | Land / Sportler                                                                                | Zeit                                              |
| ----- | ---------------------------------------------------------------------------------------------- | ------------------------------------------------- |
| 1     | Sowjetunion 0000Fjodor Terentjew 0000Pawel Koltschin 0000Nikolai Anikin 0000Wladimir Kusin     | 2:15:30 h 33:25 min 33:05 min 34:23 min 34:37 min |
| 2     | Finnland 0000August Kiuru 0000Jorma Kortelainen 0000Arvo Viitanen 0000Veikko Hakulinen         | 2:16:31 h 34:56 min 34:20 min 33:34 min 33:41 min |
| 3     | Schweden 0000Lennart Larsson 0000Gunnar Samuelsson 0000Per-Erik Larsson 0000Sixten Jernberg    | 2:17:42 h 35:46 min 34:22 min 33:50 min 33:44 min |
| 4     | Norwegen 0000Håkon Brusveen 0000Per Olsen 0000Martin Stokken 0000Hallgeir Brenden              | 2:21:16 h 35:13 min 36:41 min 34:47 min 34:35 min |
| 5     | Italien 0000Pompeo Fattor 0000Ottavio Compagnoni 0000Innocenzo Chatrian 0000Federico Deflorian | 2:23:28 h 35:43 min 34:55 min 35:59 min 36:51 min |
| 6     | Frankreich 0000Victor Arbez 0000René Mandrillon 0000Benoît Carrara 0000Jean Mermet             | 2:24:06 h 36:51 min 36:14 min 35:18 min 35:43 min |
| 7     | Schweiz 0000Werner Zwingli 0000Viktor Kronig 0000Fritz Kocher 0000Marcel Huguenin              | 2:24:30 h 36:24 min 36:50 min 35:17 min 35:59 min |
| 8     | Tschechoslowakei 0000Emil Okuliár 0000Vlastimil Melich 0000Josef Prokeš 0000Ilja Matouš        | 2:24:54 h 37:02 min 36:11 min 36:13 min 35:28 min |
|       |                                                                                                |                                                   |
| 10    | Deutschland 0000Cuno Werner 0000Siegfried Weiß 0000Rudolf Kopp 0000Hermann Möchel              | 2:26:37 h 36:19 min 37:21 min 36:35 min 36:22 min |
| 11    | Österreich 0000Hermann Mayr 0000Josef Schneeberger 0000Karl Rafreider 0000Oskar Schulz         | 2:30,50 h 35:26 min 38:37 min 39:09 min 37:38 min |

Datum: 4. Februar 1956, 09:00 Uhr

14 Staffeln am Start, alle in der Wertung

Höhenunterschied: 96 m; Maximalanstieg: 86 m; Totalanstieg: 275 m

## Langlauf Frauen

### 10 km
| Platz | Land | Sportlerin           | Zeit (min) |
| ----- | ---- | -------------------- | ---------- |
| 1     | URS  | Ljubow Kosyrewa      | 38:11      |
| 2     | URS  | Radja Jeroschina     | 38:16      |
| 3     | SWE  | Sonja Edström        | 38:23      |
| 4     | URS  | Alewtina Koltschina  | 38:46      |
| 5     | FIN  | Siiri Rantanen       | 39:40      |
| 6     | FIN  | Mirja Hietamies      | 40:18      |
| 7     | SWE  | Irma Johansson       | 40:20      |
| 8     | FIN  | Sirkka Polkunen      | 40:25      |
| 9     | URS  | Anna Kaaleste        | 40:29      |
| 10    | NOR  | Kjellfrid Brusveen   | 40:38      |
|       |      |                      |            |
| 20    | EUA  | Sonnhilde Hausschild | 42:22      |
| 21    | EUA  | Else Ammann          | 42:22      |
| 26    | EUA  | Elfriede Uhlig       | 43:15      |
| 29    | EUA  | Rita Czech-Blasel    | 43:51      |

Datum: 28. Januar 1956, 10:00 Uhr

40 Teilnehmerinnen aus 11 Ländern, davon 39 in der Wertung

Höhenunterschied: 90 m; Maximalanstieg: 74 m; Totalanstieg: 250 m

### 3 × 5 km Staffel
| Platz | Land / Sportlerinnen                                                         | Zeit                                    |
| ----- | ---------------------------------------------------------------------------- | --------------------------------------- |
| 1     | Finnland 0000Sirkka Polkunen 0000Mirja Hietamies 0000Siiri Rantanen          | 1:09:01 h 23:22 min 22:20 min 23:19 min |
| 2     | Sowjetunion 0000Ljubow Kosyrewa 0000Alewtina Koltschina 0000Radja Jeroschina | 1:09:28 h 22:58 min 22:38 min 23:52 min |
| 3     | Schweden 0000Irma Johansson 0000Anna-Lisa Eriksson 0000Sonja Edström         | 1:09:48 h 24:10 min 23:36 min 22:02 min |
| 4     | Norwegen 0000Kjellfrid Brusveen 0000Gina Regland-Sigstad 0000Rakel Wahl      | 1:10:50 h 23:42 min 24:03 min 23:05 min |
| 5     | Polen 0000Maria Gąsienica Bukowa 0000Józefa Pęksa 0000Zofia Krzeptowska      | 1:13:20 h 24:30 min 24:10 min 24:40 min |
| 6     | Tschechoslowakei 0000Eva Benešová 0000Libuše Patočková 0000Eva Lauermanová   | 1:14:19 h 26:23 min 24:05 min 23:51 min |
| 7     | Deutschland 0000Elfriede Uhlig 0000Else Ammann 0000Sonnhilde Hausschild      | 1:15:33 h 25:11 min                     |
| 8     | Italien 0000Fides Romanin 0000Rita Bottero 0000Ildegarda Taffra              | 1:16:11 h 25:44 min 25:23 min 25:04 min |
| 9     | Jugoslawien 0000Amalija Belaj 0000Biserka Vodenlič 0000Nada Kustec           | 1:18:54 h 26:38 min 26:39 min 25:37 min |
| DSQ   | Rumänien 0000Iuliana Simon 0000Ștefania Botcariu 0000Elena Zangor            |                                         |

Datum: 1. Februar 1956, 09:30 Uhr

10 Staffeln am Start, davon 9 in der Wertung

Höhenunterschied: 85 m; Maximalanstieg: 74 m; Totalanstieg: 174 m

## Skispringen

### Normalschanze
| Platz | Land | Sportler           | Punkte |
| ----- | ---- | ------------------ | ------ |
| 1     | FIN  | Antti Hyvärinen    | 227,0  |
| 2     | FIN  | Aulis Kallakorpi   | 225,0  |
| 3     | EUA  | Harry Glaß         | 224,5  |
| 4     | EUA  | Max Bolkart        | 222,5  |
| 5     | SWE  | Sven Pettersson    | 220,0  |
| 6     | SUI  | Andreas Däscher    | 219,5  |
| 7     | FIN  | Eino Kirjonen      | 219,0  |
| 8     | EUA  | Werner Lesser      | 210,0  |
| 9     | NOR  | Sverre Stallvik    | 208,0  |
| 10    | FIN  | Hemmo Silvennoinen | 207,5  |

Datum: 5. Februar 1956, 11:00 Uhr

51 Teilnehmer aus 16 Ländern, alle in der Wertung

## Nordische Kombination

### Einzel (Normalschanze / 15 km)

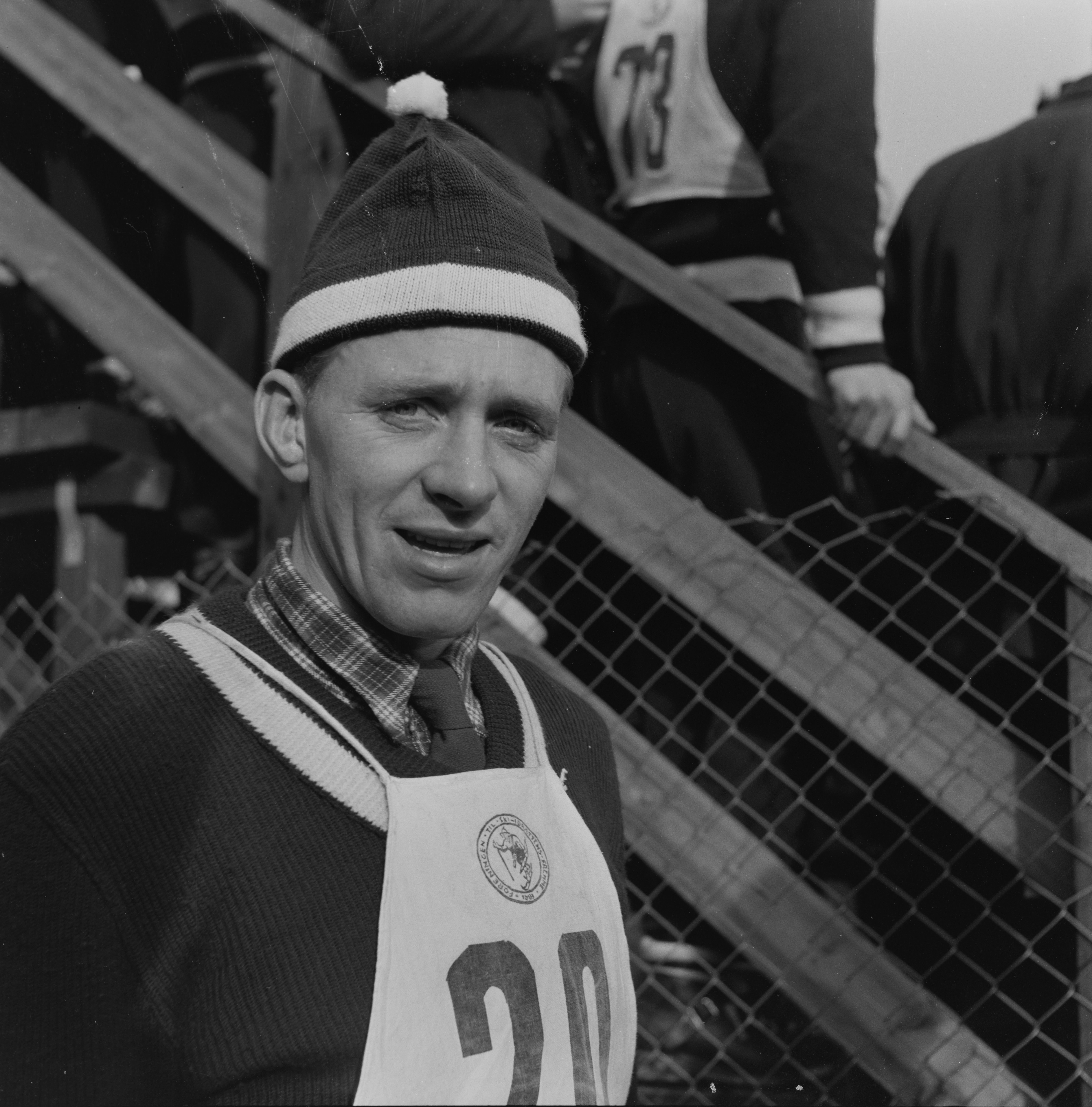
Olympiasieger Sverre Stenersen – hier im Jahr 1953

| Rang | Land | Athlet                    | Skispringen | Skilanglauf | Skilanglauf   | Gesamt  |
| Rang | Land | Athlet                    | Pkte. (Pl.) | Zeit        | Pkte. (Pl.)   | Punkte  |
| ---- | ---- | ------------------------- | ----------- | ----------- | ------------- | ------- |
| 01   | NOR  | Sverre Stenersen          | 215,0 00(2) | 0056:18 min | 240,000 00(1) | 455,000 |
| 02   | SWE  | Bengt Eriksson            | 214,0 00(3) | 1:00:36 h00 | 223,400 (=15) | 437,400 |
| 03   | POL  | Franciszek Gąsienica Groń | 203,0 (=10) | 0057:55 min | 233,800 00(7) | 436,800 |
| 04   | FIN  | Paavo Korhonen            | 196,5 (=17) | 0056:32 min | 239,097 00(2) | 435,597 |
| 05   | NOR  | Arne Barhaugen            | 199,0 0(15) | 0057:11 min | 236,581 00(3) | 435,581 |
| 06   | NOR  | Tormod Knutsen            | 203,0 (=10) | 0058:22 min | 232,000 00(9) | 435,000 |
| 07   | URS  | Nikolai Gussakow          | 200,0 0(14) | 0058:17 min | 232,300 00(8) | 432,300 |
| 08   | ITA  | Alfred Prucker            | 201,0 (=12) | 0058:52 min | 230,100 0(10) | 431,100 |
| 09   | FIN  | Eeti Nieminen             | 206,0 00(8) | 1;00:20 h00 | 224,400 0(14) | 430,400 |
| 10   | URS  | Leonid Fjodorow           | 201,0 (=12) | 0059:17 min | 228,500 0(12) | 429,500 |
| 11   | AUT  | Josef Schiffner           | 211,5 00(4) | 1:02:02 h00 | 217,800 0(25) | 429,300 |
|      |      |                           |             |             |               |         |
| 16   | AUT  | Willi Egger               | 208,0 00(7) | 1:03:00 h00 | 214,100 0(28) | 422,100 |
| 17   | AUT  | Leopold Kohl              | 198,5 0(16) | 1:01:00 h00 | 221,800 0(21) | 420,300 |
| 19   | EUA  | Helmut Böck               | 190,0 0(24) | 0059:13 h00 | 228,700 0(11) | 418,700 |
| 21   | EUA  | Heinz Hauser              | 195,0 0(20) | 1:00:43 h00 | 222,900 0(17) | 417,900 |
| 24   | EUA  | Gerhard Glaß              | 203,5 00(9) | 1:04:17 h00 | 209,100 0(30) | 412,600 |
| 28   | EUA  | Herbert Leonhardt         | 177,0 0(32) | 1:01:34 h00 | 219,600 0(23) | 396,600 |

Skispringen: 29. Januar 1956, 14:30 Uhr
Langlauf: 31. Januar 1956, 9:00 Uhr
36 Teilnehmer aus 12 Ländern, davon 35 in der Wertung
Höhenunterschied: 185 m
Maximalanstieg: 150 m / Totalanstieg: 420 m
In den Anfangsjahrzehnten wurde die Nordische Kombination in nur einer Variante ausgetragen. Hier in Cortina d’Ampezzo wurde wie bei den vorangegangenen Spielen in Oslo zunächst das Skispringen und als zweite Disziplin der Langlauf ausgetragen. Der Sprunglauf bestand wie bei den beiden letzten Winterspielen aus drei Versuchen, von denen die besten zwei Sprünge in die Wertung kamen. Der Langlauf wurde erstmals separat und nicht zusammen mit den Spezialisten, ausgetragen. Auch bezüglich der Distanz gab es eine Änderung: statt wie bisher 18 ging es nur noch über 15 Kilometer.
Als Favoriten gingen wie so oft die norwegischen Athleten an den Start. Als ihre stärksten Konkurrenten wurden die Sportler aus Finnland eingeschätzt. Diese beiden Nationen, vor allem Norwegen, hatte die Nordische Kombination bei den vorangegangenen Olympischen Winterspielen dominiert.
Im Springen wechselten die Positionen von Durchgang zu Durchgang immer wieder erheblich. Am Ende führte völlig überraschend Juri Moschkin aus der Sowjetunion, der seine besten Sprünge in Runde eins und drei zeigte. Knapp hinter ihm lag der norwegische Olympiadritte von 1952 Sverre Stenersen vor dem Schweden Bengt Eriksson. Mit etwas größerem Abstand folgten der Österreicher Sepp Schiffner (Platz vier) sowie der Pole Aleksander Kowalski und der Japaner Hiroshi Yoshizawa auf dem geteilten fünften Rang. Die weiteren Norweger und der mitfavorisierte Finne Paavo Korhonen hatten sich mit Sprüngen große Rückstände eingehandelt und hatten nur noch sehr geringe Medaillenchancen.
Im Langlauf überraschte der eigentliche Sprungspezialist Stenersen die gesamte Konkurrenz mit der schnellsten Laufzeit des gesamten Feldes. Vierzehn Sekunden langsamer war der starke Läufer Korhonen. Der nach dem Springen noch führende Moschkin verlor genau acht Minuten auf Stenersen und fiel in der Endwertung auf den Platz dreizehn zurück. Der Kampf um die Medaillen hinter dem in der Gesamtabrechnung klaren Sieger Sverre Stenersen war sehr eng. Bengt Eriksson rettete die Silbermedaille, obwohl er mit der fünfzehntbesten Laufzeit mehr als vier Minuten hinter dem Goldmedaillengewinner blieb. Eine weitere große Überraschung war der 24-jährige Pole Franciszek Gąsienica Groń, der als Bronzemedaillengewinner nur gut eineinhalb Minuten langsamer war als Stenersen und damit Paavo Korhonen die letzte Medaille wegschnappen konnte. In der Endwertung unter den ersten Vier landeten vier unterschiedliche Nationen, etwas völlig Neues in der Nordischen Kombination, die zuvor von den Finnen und noch viel mehr von den Norwegern dominiert worden war.